# From Hell to Heaven
Pour plus de détails, voir Fiche technique et Distribution.
From Hell to Heaven est un film dramatique américain pré-Code réalisé par Erle C. Kenton, sorti en 1933.
Produit par Paramount Pictures, ce film a pour principaux interprètes Carole Lombard, Jack Oakie, Adrienne Ames et Sidney Blackmer.

## Synopsis
Les différents occupants d'un hôtel de villégiature attendent tous le résultat d'une course de chevaux sur une piste voisine. Pour chacun d'eux le résultat de la course affectera leurs vies de différentes manières.

## Fiche technique
- Titre original : From Hell to Heaven
- Réalisation : Erle C. Kenton
- Scénario : Percy Heath, Sidney Buchman et Lawrence Hazard
- Direction artistique : Henry Sharp
- Société de production et de distribution : Paramount Pictures

- Durée : 70 minutes
- Genre : Drame
- Date de sortie :
  - États-Unis : 24 février 1933

## Distribution
- Carole Lombard : Colly Tanner
- Jack Oakie : Charlie Bayne
- Adrienne Ames : Joan Burt
- David Manners : Wesley Burt
- Sidney Blackmer : billetier
- Verna Hillie : Sunny Lockwood
- James Eagles : Tommy Tucker
- Shirley Grey : Winnie Lloyd
- Page Bradley : Jack Ruby
- Walter Walker : Pop Lockwood
- Berton Churchill : Toledo Jones
- Donald Kerr : Steve Wells
- Nydia Westman : Sue Wells
- Cecil Cunningham : Mme Chadman
- Thomas E. Jackson : Détective Elmer Lynch
- Allen Wood : Pepper Murphy
- Rita La Roy : Elsie Ruby
- Clarence Muse : Sam un Groom

## Production et réception
From Hell to Heaven est une tentative de Paramount Pictures de reproduire le succès de Grand Hotel (1932) qui avait remporté l'Oscar du meilleur film. Les avis étaient favorables, Mordaunt Hall, critique du The New York Times, avait écrit « Ce n'est pas un film aussi ambitieux que Grand Hotel, mais il est intéressant. » ,